# アルフレッド・ウォーレンスタイン
アルフレッド・ウォーレンスタイン（Alfred Wallenstein, 1898年10月7日 - 1983年2月8日）は、アメリカ合衆国のユダヤ人の指揮者。

## 略歴
シカゴの生まれ。生まれて間もなくロサンジェルスに移住し、8歳のころからロサンジェルスでチェロをファーディ・グロフェの母親から習い、ドイツでユリウス・クレンゲルにも師事している。いくつかの劇場やオーケストラで演奏したあと、17歳でサンフランシスコ交響楽団のチェロ奏者となった。
1919年にはロサンジェルス・フィルハーモニー管弦楽団のチェロ奏者へと転出したが、この頃には、アンナ・パヴロヴァの北米公演の際にメンバーとして加わっている。1922年からシカゴ交響楽団のチェロ奏者を務め、1929年から1936年まではトスカニーニ率いるニューヨーク・フィルハーモニックのチェロ奏者として在籍していた。
1931年にニューヨークの放送番組で初めて指揮をし、1933年にはWOR放送局のためにウォーレンスタイン・シンフォニエッタを結成して本格的な指揮活動を展開し、1935年からはWOR放送局の音楽監督を務めている。1943年には古巣のロサンジェルス・フィルハーモニー管弦楽団に音楽監督として返り咲き、1956年までその任に当たった。1968年にはジュリアード音楽学校の教授に就任し、亡くなるまで務め上げた。ニューヨークで死去。尚、アルフレッドはアルブレヒト・フォン・ヴァレンシュタインの子孫であった。

## 録音
RCAビクターに、ヤッシャ・ハイフェッツやアルトゥール・ルービンシュタインなどの伴奏指揮者として多くの録音を残している。
またドイツ・グラモフォンには、ピエール・フルニエとエルガーの『チェロ協奏曲』、ブロッホの『シェロモ』をベルリン・フィルハーモニー管弦楽団を指揮して録音している。
協奏曲以外の管弦楽作品の録音は、主に米Audio Fidelity Recordsに録音のため特別に編成されたVirtuoso Symphony of Londonを指揮して残している。録音された曲目は、ブラームスの『交響曲第4番』、チャイコフスキーの『交響曲第6番 悲愴』、『くるみ割り人形』組曲、幻想序曲『ロメオとジュリエット』、ベルリオーズの『幻想交響曲』、ラヴェルの『ボレロ』、ムソルグスキーの『展覧会の絵(ラヴェル編)』、ビゼーの『カルメン』組曲、『交響曲第1番』、小組曲『子供の遊び』である。
また、ロサンジェルス・フィルハーモニー管弦楽団とは生前親交があったラフマニノフの『交響曲第2番』をキャピトルに、ドホナーニの『組曲』やエネスクの『ルーマニア狂詩曲第1番』、スメタナの『モルダウ』、チャイコフスキーのワルツ集、シューベルトの『交響曲第4番』・『同第5番』をデッカに残している。このコンビは他に、J.S.バッハの『ブランデンブルク協奏曲第2番』、『同第3番』やブラームスの『交響曲第2番』なども他のレーベルに残している。
ソロのチェリストとしてのウォーレンスタインの録音は、1932年にビーチャム指揮ロンドン・フィルハーモニー管弦楽団と共演したR.シュトラウスの交響詩『ドンキホーテ』がHMVに残されている。またゾノフォンにトーメ(en)の『飾らぬ告白』とピエルネの『セレナード』、マスネの『エレジー』などを妻のヴァージニア・ウィルソン(ピアノ)と録音している。
| スタブアイコン | サブスタブ | この項目は、まだ閲覧者の調べものの参照としては役立たない、音楽関係者（バンド等）に関連した書きかけの項目です。この項目を加筆・訂正などしてくださる協力者を求めています（P:音楽/PJ:芸能人）。 |